# Якубовський Ігор Петрович
Якубовський Ігор Петрович (15 квітня 1962, Копейськ, Челябінська область, РРФСР) — український композитор, музикант і виконавець, який працює в жанрі авторської пісні та співаної поезії.

## Біографічні відомості
Народився в родині українських висланців на Уралі.
Через рік родина повернулася в рідні місця — с. Сороки Бучацького району на Тернопільщині. Закінчив Теребовлянське вище училище культури (1981) та Київський державний інститут культури (1985).
Працював і працює в закладах культури та освіти м. Києва.

## Творчість
Написав низку пісень на поезію Тараса Шевченка, Богдана Лепкого, Миколи Зерова, Олександра Олеся, Миколи Лукаша, Володимира Сосюри, Василя Симоненка, Ліни Костенко, Миколи Рудакова, Анатолія Тарана, Івана Світличного, Миколи Удовиченка, Івана Гнатюка, Тетяни Яровициної, Леоніда Федорука, Ірини Жиленко, Марії Влад,  Ірини Бондар-Лівобережної.
У своїй творчості митець талановито поєднує фольклорні традиції з сучасністю. Виступає вокально-інструментальним дуетом «Простір музики» з композитором і виконавцем Сергієм Морозом.
Пісні І.Якубовського виконували і виконують: Дмитро Гнатюк, Алла Кудлай, Фемій Мустафаєв, ансамблі — «Кобза», «Дарничанка», «Гетьман» та інші.
Постійний член журі Всеукраїнського фестивалю мистецтв «Майбутнє України — діти!», Міжнародного фестивалю культури «Гребінчині вечорниці»Гребінчині вечорниці.
Член Всеукраїнського товариства «Просвіта» імені Тараса Шевченка.

## Нагороди і відзнаки
Лауреат Всеукраїнських та Міжнародних конкурсів і фестивалів.
2003 — Почесна грамота Міністерства культури і мистецтв.
2012 — Лауреат Міжнародної премії за доброчинність Міжнародного доброчинного фонду «Українська хата».
2019 — Лауреат Міжнародної літературно-мистецької премії імені Г.Сковороди.

## Дискографія
- Золотої осені нектар. Росток-рекордс. 1998
- Вірю в тебе, моя Україно! МА «Саме так!». 2005
- Серпнева рапсодія. МА «Саме так!». 2006
- Козацьке весілля. Аудіо Україна. 2007
- Осінній етюд. Простір музики. 2008
- Храм любові. Р.Радишевський, І.Якубовський. 2013